# Lehavoth
Lehavoth (v překladu z hebrejštiny plameny) je izraelská metalová skupina založená v roce 1995 v Tel-Avivu zpěvákem Yuvalem Talmorem (známým jako Molech) a kytaristou Galem Cohenem (známým jako Pixel). Její tvorba zpočátku náležela do melodického black metalu, přičemž inspirací byly různé kapely druhé vlny black metalu (norská scéna) stejně jako některé sympho-blackmetalové kapely. Lehavoth se zapsali do historie jako jedna z prvních izraelských blackmetalových kapel. Během této fáze vyšla jedna hudební nahrávka, konkrétně demo Brit Ha'Orvim v roce 1996, další aktivitu načas přerušila tříletá vojenská služba.

V roce 2000 přišla změna stylu a Lehavoth začali hrát brutal death metal podle vzorů Aborted, Dying Fetus a Cannibal Corpse.
Debutové studiové album Hatred Shaped Man vyšlo v roce 2003. 

## Diskografie
Dema
- Brit Ha'Orvim (1996)
- Iconoclastic (2001)

Studiová alba
- Hatred Shaped Man (2003)

EP
- Grinder (2016)

Split nahrávky
- The Sick - The Dead - The Rotten (2003) – 3-way split CD od The Spew Records společně s americkými kapelami Suture a Leukorrhea